# Garmin-Cervélo (женская)
Garmin-Cervélo (UCI код: CWT) — бывшая велокоманда категории UCI Women’s Team, зарегистрированная в Великобритании и выступавшая в Женском мировом шоссейном кубке UCI. 

## История команды
Команда была создана под названием Univega Pro Cycling Team. В 2007 году сменила название на Raleigh-Lifeforce-Creation.
В 2009 году, после создания мужской UCI Continental Team Cervélo TestTeam, женская команда сменила название, чтобы соответствовать названию мужской команды. Когда в сезоне 2011 года мужская команда Cervélo TestTeam объединилась с Garmin-Transitions, команда снова сменила название, став Garmin-Cervélo. 
После окончания сезона 2011 года была расформирована из-за проблем с финансированием. Шесть из десяти её участниц, включая всех четырёх британок, перешли в команду AA Drink–leontien.nl на сезон 2012 года.

## Сезоны
| Состав 2005   | Состав 2005   | Состав 2005        | Состав 2005 |
| Гонщик        | Дата рождения | Предыдущая команда |             |
| ------------- | ------------- | ------------------ | ----------- |
|               |               |                    |             |
| Источник: UCI |               |                    |             |

| Победы | Победы | Победы | Победы     | Победы | Победы |
| Дата   | Гонка  | Кат.   | Победитель |        |        |
| ------ | ------ | ------ | ---------- | ------ | ------ |

| Состав 2006   | Состав 2006   | Состав 2006        | Состав 2006 |
| Гонщик        | Дата рождения | Предыдущая команда |             |
| ------------- | ------------- | ------------------ | ----------- |
|               |               |                    |             |
| Источник: UCI |               |                    |             |

| Победы | Победы | Победы | Победы     | Победы | Победы |
| Дата   | Гонка  | Кат.   | Победитель |        |        |
| ------ | ------ | ------ | ---------- | ------ | ------ |

| Состав 2007   | Состав 2007   | Состав 2007        | Состав 2007 |
| Гонщик        | Дата рождения | Предыдущая команда |             |
| ------------- | ------------- | ------------------ | ----------- |
|               |               |                    |             |
| Источник: UCI |               |                    |             |

| Победы | Победы | Победы | Победы     | Победы | Победы |
| Дата   | Гонка  | Кат.   | Победитель |        |        |
| ------ | ------ | ------ | ---------- | ------ | ------ |

| Состав 2008                     | Состав 2008      | Состав 2008                         | Состав 2008 |
| Гонщик                          | Дата рождения    | Предыдущая команда                  |             |
| ------------------------------- | ---------------- | ----------------------------------- | ----------- |
| Кристин Армстронг               | 11 августа 1973  | Team Lipton (2007)                  |             |
| Angela Betschart                | 22 июля 1981     |                                     |             |
| Приска Доппман                  | 10 мая 1971      | Let's Go Finland (2004)             |             |
| Сара Дюстер                     | 10 июля 1982     | Therme Skin Care (2005)             |             |
| Джоанн Кисановски (1 янв–1 апр) | 24 мая 1979      | Nobili Rubinetterie-Menikini (2005) |             |
| Corinne Obergruber              | 13 июля 1982     |                                     |             |
| Эмма Рикардс                    | 17 ноября 1973   | Victory Brewing (2004)              |             |
| Карла Райан (1 июн–31 дек)      | 21 сентября 1985 |                                     |             |
| Паскаль Шнидер                  | 18 октября 1984  |                                     |             |
| Патрисия Швагер                 | 6 декабря 1983   | ELK Haus Nö (2006)                  |             |
| Кристиана Зёдер                 | 15 января 1975   |                                     |             |
| Каролин Штеффен                 | 18 сентября 1978 |                                     |             |
| Sabrina Teucher                 | 22 декабря 1982  |                                     |             |
| Карин Тюриг                     | 4 июля 1972      |                                     |             |
| Marija Tomic                    | 23 июня 1987     |                                     |             |
|                                 |                  |                                     |             |
| Источник: UCI                   |                  |                                     |             |

| Победы | Победы | Победы | Победы     | Победы | Победы |
| Дата   | Гонка  | Кат.   | Победитель |        |        |
| ------ | ------ | ------ | ---------- | ------ | ------ |

| Состав 2009                | Состав 2009      | Состав 2009                               | Состав 2009 |
| Гонщик                     | Дата рождения    | Предыдущая команда                        |             |
| -------------------------- | ---------------- | ----------------------------------------- | ----------- |
| Клаудия Хойслер            | 17 ноября 1985   | Equipe Nürnberger Versicherung (2008)     |             |
| Katharina Alberti          | 27 мая 1984      |                                           |             |
| Кристин Армстронг          | 11 августа 1973  | Team Lipton (2007)                        |             |
| Эмили Обри (1 апр–31 дек)  | 16 февраля 1989  |                                           |             |
| Регина Брёйнс              | 7 октября 1986   | Ton Van Bemmelen-Odysis (2008)            |             |
| Лизелотт Декруа            | 12 мая 1987      | Lotto-Belisol Ladiesteam (2008)           |             |
| Sandra Dietl               | 7 сентября 1983  | Team Stuttgart (2008)                     |             |
| Сара Дюстер                | 10 июля 1982     | Therme Skin Care (2005)                   |             |
| Эмма Пули                  | 3 октября 1982   | Team Specialized Designs for Women (2008) |             |
| Карла Райан                | 21 сентября 1985 |                                           |             |
| Паскаль Шнидер             | 18 октября 1984  |                                           |             |
| Патрисия Швагер            | 6 декабря 1983   | ELK Haus Nö (2006)                        |             |
| Кристиана Зёдер            | 15 января 1975   |                                           |             |
| Элоди Тюффе (1 янв–31 мар) | 17 февраля 1980  | Gauss RDZ Ormu (2008)                     |             |
| Кирстен Вилд               | 15 октября 1982  | AA Drink-Cycling Team (2008)              |             |
|                            |                  |                                           |             |
| Источник: UCI              |                  |                                           |             |

| 29 авг | Блауэ Стад TTT | 1.2 | Cervélo TestTeam |

| Состав 2010        | Состав 2010      | Состав 2010                               | Состав 2010 |
| Гонщик             | Дата рождения    | Предыдущая команда                        |             |
| ------------------ | ---------------- | ----------------------------------------- | ----------- |
| Элизабет Армитстед | 18 декабря 1988  | Lotto-Belisol Ladiesteam (2009)           |             |
| Клаудия Хойслер    | 17 ноября 1985   | Equipe Nürnberger Versicherung (2008)     |             |
| Эмили Обри         | 16 февраля 1989  |                                           |             |
| Шарлотта Беккер    | 19 мая 1983      | Equipe Nürnberger Versicherung (2009)     |             |
| Регина Брёйнс      | 7 октября 1986   | Ton Van Bemmelen-Odysis (2008)            |             |
| Лизелотт Декруа    | 12 мая 1987      | Lotto-Belisol Ladiesteam (2008)           |             |
| Сара Дюстер        | 10 июля 1982     | Therme Skin Care (2005)                   |             |
| Шэрон Лоус         | 7 июля 1974      | Team Halfords Bikehut (2008)              |             |
| Мирьям Мельхерс    | 26 сентября 1975 | Flexpoint (2009)                          |             |
| Эмма Пули          | 3 октября 1982   | Team Specialized Designs for Women (2008) |             |
| Карла Райан        | 21 сентября 1985 |                                           |             |
| Патрисия Швагер    | 6 декабря 1983   | ELK Haus Nö (2006)                        |             |
| Ирис Слаппендел    | 18 февраля 1985  | Flexpoint (2009)                          |             |
| Кирстен Вилд       | 15 октября 1982  | AA Drink-Cycling Team (2008)              |             |
|                    |                  |                                           |             |
| Источник: UCI      |                  |                                           |             |

| Победы | Победы | Победы | Победы     | Победы | Победы |
| Дата   | Гонка  | Кат.   | Победитель |        |        |
| ------ | ------ | ------ | ---------- | ------ | ------ |

| Состав 2011                              | Состав 2011      | Состав 2011                               | Состав 2011 |
| Гонщик                                   | Дата рождения    | Предыдущая команда                        |             |
| ---------------------------------------- | ---------------- | ----------------------------------------- | ----------- |
| Элизабет Армитстед                       | 18 декабря 1988  | Lotto-Belisol Ladiesteam (2009)           |             |
| Ноэми Кантеле                            | 17 июля 1981     | HTC-Columbia Women (2010)                 |             |
| Джесси Дамс                              | 28 мая 1990      | Topsport Vlaanderen-Thompson (2010)       |             |
| Шэрон Лоус                               | 7 июля 1974      | Team Halfords Bikehut (2008)              |             |
| Люси Мартин                              | 5 мая 1990       |                                           |             |
| Эмма Пули                                | 3 октября 1982   | Team Specialized Designs for Women (2008) |             |
| Алексис Роудс                            | 1 декабря 1984   | Webcor Builders (2009)                    |             |
| Карла Райан                              | 21 сентября 1985 |                                           |             |
| Трине Шмидт                              | 3 июня 1988      | Hitec Products-UCK (2010)                 |             |
| Ирис Слаппендел                          | 18 февраля 1985  | Flexpoint (2009)                          |             |
| Сара Лена Хофманн (1 авг–31 дек, стажёр) | 24 апреля 1992   |                                           |             |
|                                          |                  |                                           |             |
| Источник: UCI                            |                  |                                           |             |

| Победы | Победы | Победы | Победы     | Победы | Победы |
| Дата   | Гонка  | Кат.   | Победитель |        |        |
| ------ | ------ | ------ | ---------- | ------ | ------ |